# Macromitrium leratii
Macromitrium leratii är en bladmossart som beskrevs av Brotherus och Jean Édouard Gabriel Narcisse Paris 1906. Macromitrium leratii ingår i släktet Macromitrium och familjen Orthotrichaceae. Inga underarter finns listade i Catalogue of Life.